# Oxton, Merseyside
Oxton är en stadsdel i Birkenhead, i distriktet Wirral, i grevskapet Merseyside, i England. Ward hade 13 689 invånare år 2021. Oxton var en civil parish från 1866 till 1898 då den blev en del av Birkenhead St Mary. Civil parish hade 4 429 invånare år 1891.